# Отношения США и Тувалу
Отношения Соединённых Штатов Америки и Тувалу — двусторонние дипломатические отношения между Тувалу и Соединёнными Штатами Америки (США).

## История
Взаимодействие между гражданами США и народом Тувалу в XIX веке было ограниченным. Американские китобойные суда вели активную деятельность в водах архипелага Тувалу. В 1821 году капитан Джордж Барретт с китобойного судна «Индепенденс II» из Нантакета посетил Ниулакиту, которую он назвал Рокки (Группа). Это название никогда не использовалось широко, но Остров Независимости, в честь корабля Барретта, был одним из нескольких названий, которые стали широко использоваться для Ниулакиты в XIX веке.
Исследовательская экспедиция Соединённых Штатов под командованием лейтенанта Чарльза Уилкса посетила в 1841 году Фунафути, Нукуфетау и Ваитупу. Во время визита экспедиции в Тувалу Альфред Томас Агат, гравер и иллюстратор, зарисовал образцы одежды и татуировок мужчин Нукуфетау.
15 апреля 1889 года Ниулакита был продан за 1000 долларов господину Х. Дж. Мурсу, американскому гражданину, проживающему в Апиа, Самоа. Ниулакита и другие острова архипелага Тувалу были заявлены Соединёнными Штатами в соответствии с Законом о гуано (1856), который был принят Конгрессом США, чтобы позволить гражданам США вступать во владение островами, содержащими залежи гуано. В 1840-х годах гуано было источником селитры для пороха, а также сельскохозяйственным удобрением. Закон был принят, чтобы помочь в обеспечении поставок гуано.
4 августа 1892 года капитан Дэвис на HMS Royalist посетил Ниулакиту, но не высадился на острове. Он записал в судовом журнале: «Несколько туземцев появились на берегу и подняли американский флаг».
16 сентября 1896 года капитан Гибсон с HMS Curacoa записал в корабельном журнале, что шесть мужчин и шесть женщин, уроженцев разных островов, живут на Ниулаките и работают на мавров. Капитан Гибсон определил, что остров не находится под защитой Америки, поэтому он поднял Юнион Джек и доставил флаг с копией Декларации о британском протекторате главе рабочей группы. Позже мавры покинули Ниулакиту, когда запасы гуано истощились.
В 1900 году USFC Albatross посетил Фунафути, когда Комиссия США по рыболовству исследовала образование коралловых рифов на атоллах Тихого океана. Гарри Клиффорд Фассетт, клерк капитана и фотограф, снимал людей, сообщества и виды Фунафути.
Во время войны на Тихом океане (Вторая мировая война) Фунафути использовался в качестве базы для подготовки к последующим морским атакам на острова Гилберта (Кирибати), которые были оккупированы японскими войсками. Корпус морской пехоты США высадился на Фунафути 2 октября 1942 года и на Нанумеа и Нукуфетау в августе 1943 года. Японцы уже оккупировали Тараву и другие острова на территории нынешнего Кирибати, но их задержали потери в битве в Коралловом море. Атоллы Тувалу служили перевалочным пунктом во время подготовки к битве за Тараву и битве за Макин, которые начались 20 ноября 1943 года и были реализацией операции «Гальваник».
После того, как Тувалу стало независимым государством в 1978 году, отношения с Соединёнными Штатами были подтверждены подписанием в 1979 году Договора о дружбе, который был ратифицирован Сенатом США в 1983 году, в соответствии с которым Соединённые Штаты отказались от прежних территориальных претензий на четыре острова Тувалу (Фунафути, Нукуфетау, Нукулаэлаэ и Ниулакита) в соответствии с Законом о гуано 1856 года.

## Управление промыслом тунца в западной части Тихого океана
Тувалу участвует в деятельности Рыболовного агентства Форума тихоокеанских островов (FFA) и Комиссии по рыболовству в западной и центральной части Тихого океана (WCPFC). Правительство США, правительство Тувалу и правительства других тихоокеанских островов являются участниками Южнотихоокеанского договора по тунцу (SPTT), вступившего в силу в 1988 году. Тувалу также является участником Науруанского соглашения, которое касается управления промыслом тунца в тропической западной части Тихого океана. В мае 2013 года представители Соединённых Штатов и стран островов Тихого океана договорились подписать временные договорённости о продлении действия Многостороннего договора о рыболовстве (который включает в себя Договор о южнотихоокеанском тунце), чтобы подтвердить доступ к промыслам в западной и центральной части Тихого океана для американских судов, занимающихся ловлей тунца, на 18 месяцев. Тувалу и другие члены Рыболовного агентства Форума тихоокеанских островов (FFA) и Соединённые Штаты заключили сделку по ловле тунца на 2015 год; будет заключена долгосрочная сделка. Соглашение является продолжением Науруанского соглашения и предусматривает, что суда с кошельковым неводом под флагом США будут вести промысел в регионе в течение 8300 дней в обмен на выплату в размере 90 миллионов долларов США, покрываемую промыслом тунца и взносами правительства США.

## Различия в позициях относительно изменения климата

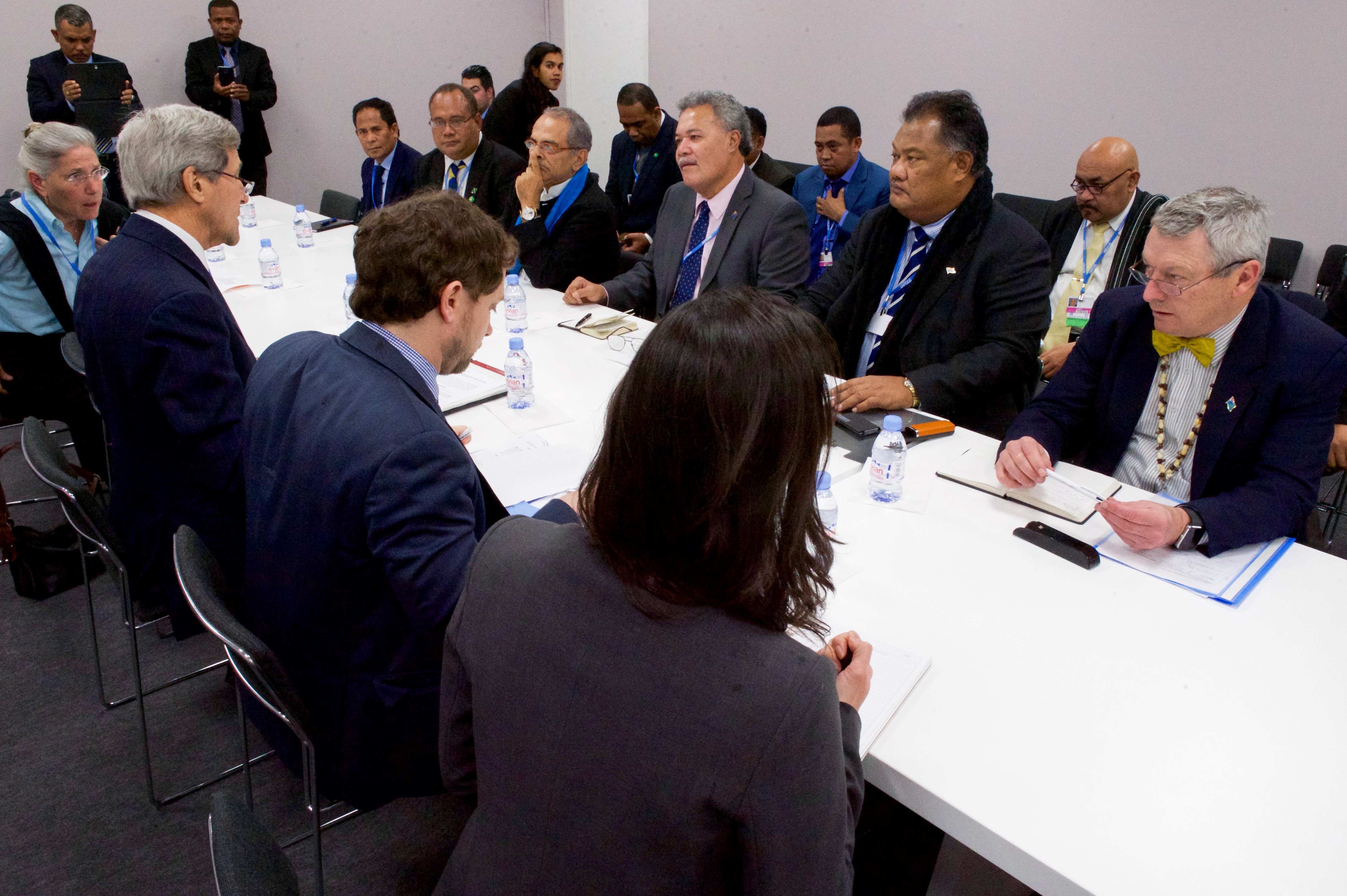
Госсекретарь Керри сидит с премьер-министром Тувалу Сопоагой перед их встречей на COP21 в Париже (2015)

Между двумя странами существуют разногласия по вопросам изменения климата и Киотского протокола. Основным предметом разногласий между Тувалу и США стала нератификация последними Киотского протокола.
Влияние глобального потепления на Тувалу вызывает обеспокоенность правительства Тувалу. После Киотского протокола Тувалу неоднократно призывала Соединённые Штаты сделать больше для снижения уровня загрязнения. В 2002 году премьер-министр Тувалу Колоа Талаке пригрозил подать на Соединённые Штаты в Международный суд за их отказ ратифицировать Киотский протокол. Ему помешало сделать это его последующее поражение на всеобщих выборах в том же году.
Сравнительно недавно, при администрации президента Барака Обамы, Соединённые Штаты признали последствия изменения климата для тихоокеанских малых островных развивающихся государств (PSIDS). Премьер-министр Энеле Сопоага заявил на Конференции Организации Объединённых Наций по изменению климата 2015 года (COP21 в декабре 2015 года), что целью COP21 должна быть глобальная температура ниже 1,5 градусов Цельсия по сравнению с доиндустриальными уровнями, что является позицией Альянса малых островных государств.
Лидерство президента Обамы в достижении результатов COP21 привело к тому, что страны-участницы согласились сократить выбросы углерода «как можно скорее» и сделать всё возможное, чтобы удержать глобальное потепление «намного ниже 2 градусов по Цельсию», что приводит к более тесному согласованию политики двух стран в области изменения климата. Премьер-министр Энеле Сопоага охарактеризовал важные итоги COP21, в том числе отдельное положение об оказании помощи малым островным государствам и некоторым из наименее развитых стран в связи с потерями и ущербом в результате изменения климата, а также стремление ограничить повышение температуры до 1,5 градусов к концу века.

## Последовательная позиция в отношении практики соблюдения прав человека

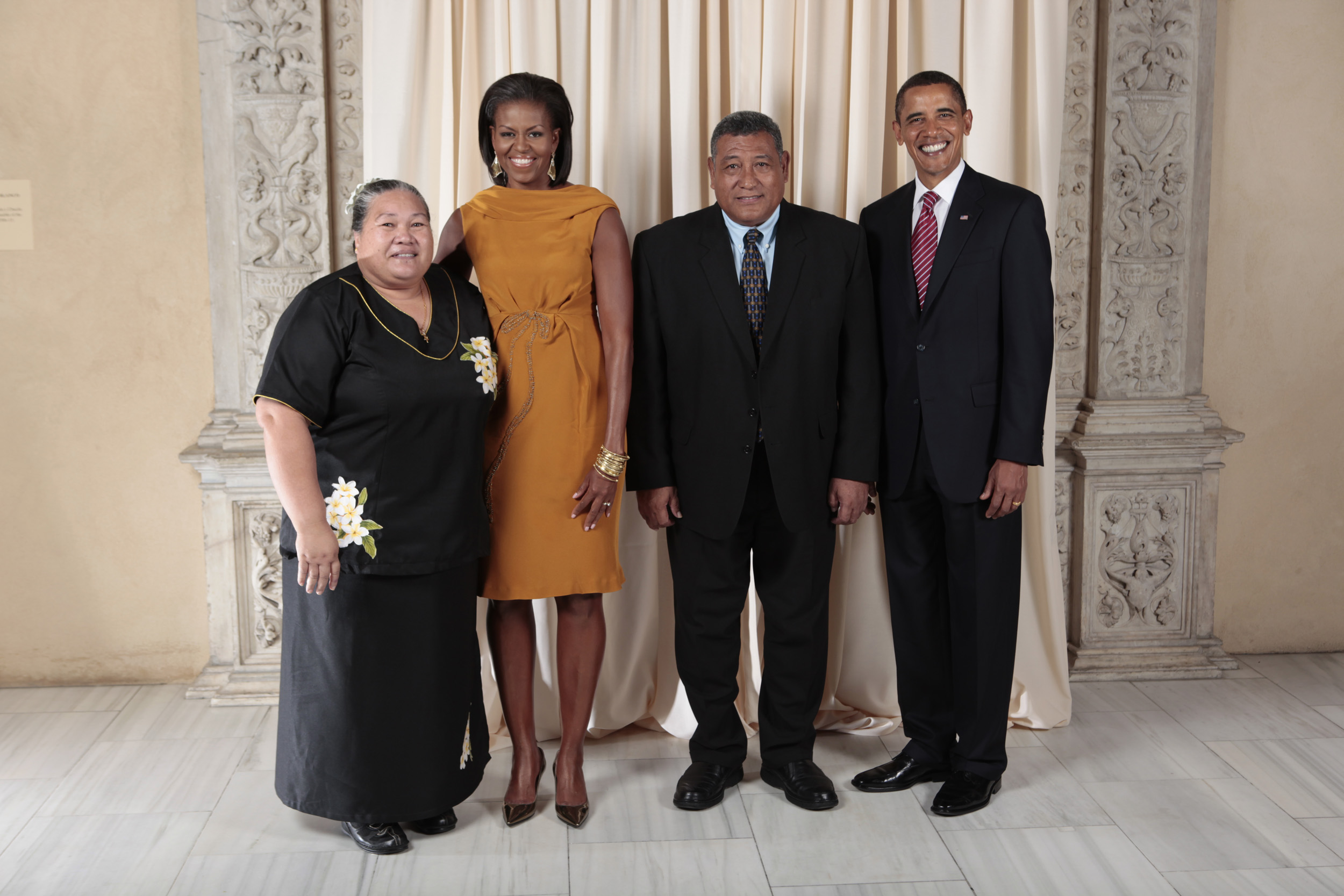
Премьер-министр Аписаи Иелемиа и Сикинала Иелемиа с президентом США Бараком Обамой и первой леди Мишель Обамой (2009)

Тувалу поддерживает позицию США по вопросам, связанным с правами человека. Тувалу участвует в подготовке отчётов Государственного департамента США под названием «Доклады стран о соблюдении прав человека», которые предоставляются в Конгресс США Государственным департаментом в соответствии с Законом об иностранной помощи 1961 года (FAA) и разделом 504 Закона о торговле 1974 года.
Тувалу признано одним из малых островных развивающихся государств и участвует в деятельности Альянса малых островных государств, и с этой точки зрения Тувалу лоббирует достижение целей развития, против которых на международных форумах могут выступать Соединённые Штаты. По многим аспектам социальной и политической политики Тувалу занимает позицию, согласующуюся с позицией Соединённых Штатов. 29 сентября 2013 года заместитель премьер-министра Вете Сакайо заявил в своём выступлении на общих прениях на 68-й сессии Генеральной Ассамблеи Организации Объединённых Наций, что Тувалу сохраняет приверженность «многосторонности и подлинно коллективным действиям для отражения, оценки, решения и планирования продвигать наши уставные принципы мира, справедливости, прав человека и социального прогресса, а также равных возможностей для всех».

## Отношения Тувалу и Кубы
Тувалу признаёт правительство Кубы, а правительство Тувалу с 2008 года заявляло о желании США пересмотреть свои отношения с Кубой. Заместитель премьер-министра Вете Сакайо заявил в своём выступлении в ООН в 2013 году, что «Тувалу также полностью поддерживает отмену эмбарго против Кубы. Это позволит Республике Куба ещё больше укрепить и расширить своё сотрудничество с малыми островными развивающимися государствами, такими как Тувалу».

## Дипломатические миссии
Ни в одной из данных стран нет постоянного посла другого из данных государств. Посол США на Фиджи аккредитован в Тувалу. Тувалу поддерживает дипломатическое присутствие в Соединённых Штатах через своё Постоянное представительство при Организации Объединённых Наций в Нью-Йорке; его возглавляет Самуэлу Лалониу (с 21 июля 2017 года).